# لوثر تيري
لوثر تيري (بالإنجليزية: Luther Terry)‏ هو جراح أمريكي، ولد في 15 سبتمبر 1911 في ريد ليفل في الولايات المتحدة، وتوفي في 29 مارس 1985 في فيلادلفيا في الولايات المتحدة.